# Saranap
Saranap statisztikai település az USA Kalifornia államában, Contra Costa megyében. Lakosainak száma 5830 fő (2020. április 1.).

## Népesség
A település népességének változása:

| 2010 | 5 202 |
| 2020 | 5 830 |